# بخش‌های دپارتمان اوت-سوا
بخش‌های دپارتمان اوت-سوا (انگلیسی: Arrondissements of the Haute-Savoie department) شامل ۴ بخش به شرح زیر است:
1. بخش انسی با ۸۰ کمون (فرانسه) و جمعیت ۲۷۱ هزار نفر در سال ۲۰۱۳ می‌باشد.
2. بخش بن‌ویل با ۶۱ کمون (فرانسه) و جمعیت ۱۸۲ هزار نفر در سال ۲۰۱۳ می‌باشد.
3. بخش سن-ژولیان-آن-ژانوا با ۷۲ کمون (فرانسه) و جمعیت ۱۷۵ هزار نفر در سال ۲۰۱۳ می‌باشد.
4. بخش تونون-له-بن با ۶۸ کمون (فرانسه) و جمعیت ۱۳۹ هزار نفر در سال ۲۰۱۳ می‌باشد.